# 艾因宰爾加

艾因宰爾加（阿拉伯语：‎），是阿爾及利亞的城鎮，位於該國東北部泰貝薩省，由溫扎區負責管轄，面積296平方公里，2008年人口20,170，人口密度每平方公里68人。
35°38′12″N 8°16′02″E / 35.63667°N 8.26722°E